# Bataille d'Austerlitz, 2 décembre 1805
La Bataille d'Austerlitz, 2 décembre 1805 est un tableau de François Gérard, peint en 1810. Il s'agit de l'une des œuvres visibles dans la galerie des batailles, au château de Versailles, en France.

## Description
La Bataille d'Austerlitz est une huile sur toile, de 5,03 m de haut sur 9,58 m de long. Elle représente une scène de la bataille d'Austerlitz, en 1805.

## Localisation
L'œuvre est située dans la galerie des batailles, dans le château de Versailles. Les toiles de la galerie étant disposées par ordre chronologique, elle est placée entre celles représentant la bataille de Hohenlinden (1800) et la bataille d'Iéna (1806).

## Historique
François Gérard peint la toile en 1810. Elle est présentée pour la première fois au Salon de 1810
En 1833, le roi Louis-Philippe, au pouvoir depuis 3 ans, décide de convertir le château de Versailles en musée historique de la France. La galerie des Batailles est inaugurée en 1837. 33 toiles monumentales y sont disposées, dépeignant des épisodes militaires de l'histoire de France. La toile de Gérard y est exposée.

## Artiste
François Gérard (1770-1837) est un peintre français.